# Nicolás Charnetski
Nicolás Charnetski (14 de diciembre de 1884 - 2 de abril de 1959) fue miembro de la Congregación del Santísimo Redentor, una congregación religiosa católica de rito bizantino; es considerado mártir.

## Trasfondo familiar
Charnetski nació en el pueblo de Semakivtsia, una aldea en el raión de Horodenka en el oeste de Ucrania, el 14 de diciembre de 1884. Provenía de una familia numerosa y era el mayor de nueve hermanos. Alexander y Parasceva Charnetski y sus hijos eran miembros devotos de la Iglesia greco-católica de Ucrania, que está en comunión con el Papa y es distinta de la Iglesia ortodoxa de Ucrania.

## Seminario y sacerdocio de Ucrania
Desde muy joven, Charnetski había expresado su deseo de convertirse en sacerdote y cuando tenía 18 años, el obispo católico ucraniano Hryhory Khomyshyn lo envió a estudiar en el Colegio Ucraniano en Roma. Después de su ordenación al sacerdocio católico en 1909, Charnetski regresó de Ucrania a Roma para poder completar un Doctorado en Teología.
Al finalizar su doctorado, Charnetski regresó a su tierra natal para enseñar teología dogmática y filosofía en el seminario católico ucraniano en Ivano-Frankivsk (entonces llamado Stanislaviv) donde permaneció durante los siguientes nueve años, sirviendo también como director espiritual de cualquier estudiante que quisiera.

## Ministerio como redentorista
Durante algún tiempo, Charnetski había deseado vivir una vida más austera que la de un profesor de seminario. En 1913, la provincia belga de los Redentoristas había establecido una misión en Ucrania y esto incluía un noviciado cerca de Lviv para aquellos interesados en unirse a la congregación. Como Ivan Ziatyk, que lo seguiría algunos años después, Charnetski ingresó al noviciado en 1919.
Como ya era un sacerdote ordenado, después de su primera profesión en 1920, Charnetski inmediatamente comenzó a trabajar en una parroquia cercana antes de ser enviado a enseñar en el seminario menor (para estudiantes en la adolescencia) dirigido por los Redentoristas.
Sin embargo, en 1926 la congregación abrió una misión en la región de Volhynia, en el norte de Ucrania (entonces parte de Polonia), cuyo objetivo principal era promover una mejor relación entre los ucranianos católicos y ortodoxos. Como Charnetski había sido ordenado en el rito católico ucraniano, estaba bien familiarizado con la liturgia y la espiritualidad cristiana vividas por las iglesias ortodoxas y esto le ganó mucho respeto entre su gente y su clero. Su devoción por la gente junto con sus incansables esfuerzos por fomentar las relaciones ortodoxas-católicas hicieron que el Papa Pío XII lo nombrara obispo titular de Lebed y Visitador Apostólico de los católicos ucranianos en la región de Volhynia, así como de los de Podlaskie (Ukr: Pidlashia) en sur de Polonia. Fue ordenado episcopado por el obispo Gregory Khomyshyn en Roma el 2 de febrero de 1931. De 1931 a 1939, ministró a la gente de Volyn, Polisia, Pidliasia y Bielorrusia.
Charnetski fue invitado por los redentoristas irlandeses al Congreso Eucarístico de 1932. Se hospedó durante quince días en la casa de huéspedes del monasterio redentorista en Saint Alphonsus Road y ofreció la Divina Liturgia en la iglesia del monasterio cada mañana. En el segundo día del Congreso Eucarístico, Charnetski celebró una Divina Liturgia Pontificia para todos los participantes del Congreso en la Iglesia de los Jesuitas en Gardiner Street; una pantalla de iconos con iconos pintados a mano se hizo e instaló especialmente para este propósito; no se sabe qué fue de la pantalla. Un coro dirigido por Paul Mailleux (más tarde Rector del Pontificio Colegio Ruso en Roma) cantó la Pontificia Liturgia en eslavo eclesiástico. Fulton J. Sheen de los Estados Unidos estaba entre los clérigos participantes.
Después del Congreso Eucarístico, Charnetski permaneció en Irlanda durante varias semanas, visitando varias iglesias y escuelas redentoristas. Luego regresó a Polonia. Desafortunadamente, Charnetski nunca tuvo la oportunidad de regresar a Irlanda; La Segunda Guerra Mundial y la persecución soviética de la iglesia restringieron severamente su actividad.

## Invasión y encarcelamiento soviéticos
En 1939, las fuerzas armadas soviéticas invadieron el oeste de Ucrania, lo que provocó que los redentoristas huyeran a Leópolis. Dos años más tarde, Charnetski tomó una cátedra en la Academia Teológica de Leópolis (ahora la Universidad Católica de Ucrania) que fue revivida en 1941.
En 1944, los soviéticos invadieron por segunda vez y al año siguiente todos los obispos greco-católicos ucranianos fueron arrestados como parte del plan soviético para reprimir la iglesia y transferir sus propiedades a la Iglesia ortodoxa de Rusa sancionada por el estado. Durante su tiempo en prisión, Charnetski soportó frecuentes interrogatorios violentos. Charnetski fue arrestado el 11 de abril de 1945. Fue acusado de colaborar y ser un agente de una potencia extranjera, es decir, el Vaticano; como resultado, fue condenado a trabajos forzados.
Inicialmente, uno de sus compatriotas de la prisión fue el célebre cardenal Josyf Slipyj cuando ambos fueron encarcelados en Mariinsk, en el sur de Siberia. Entre su arresto en 1945 y su liberación once años después, Charnetski fue trasladado a unas treinta prisiones. Se informó que, durante todo este tiempo, mantuvo una presencia digna, gentil y calmada a pesar de soportar más de 600 horas de interrogatorios, que incluyeron torturas.

## Liberación y muerte
En 1956, la salud de Charnetski estaba en un estado tan pésimo que ya se había preparado un sudario; las autoridades penitenciarias decidieron entonces ponerlo en libertad para que muriera en otro lugar. Sin embargo, logró una recuperación parcial lo suficientemente sorprendente como para poder pastorear a la comunidad católica ucraniana, que entonces operaba clandestinamente. Aunque vivió bajo constante vigilancia, uno de sus actos más importantes fue preparar y ordenar en secreto a los jóvenes llamados al sacerdocio.
El 2 de abril de 1959 Charnetski murió y fue enterrado en Lviv dos días después. Debido a que muchos lo consideraban un santo, la gente comenzó a visitar su tumba y a pedir su intercesión celestial de inmediato. Hoy la gente sigue afirmando que los milagros suceden por su intercesión.
El 23 de abril de 2001, el martirio de Charnetski fue verificado por la asamblea de cardenales. Fue beatificado por el papa Juan Pablo II durante su viaje apostólico a Ucrania el 27 de junio de 2001. Esta fecha fue significativa ya que es la fiesta de Nuestra Señora del Perpetuo Socorro, patrona de los Redentoristas.

## Testimonio de Vasil Voronovski
"Yo lo vi. Era una persona muy humilde. La primera vez que vine para recibir instrucciones del obispo, estaba barriendo la casa. Quería ayudarlo, tomar la escoba, pero no me dejó. Él mismo barrió. "Toma asiento", dijo. Me avergonzaba que el obispo estuviera barriendo, pero estaba sentado porque no me dejaba. Me contó cuántos sacerdotes que se habían adherido a la ortodoxia, acudieron a él para confesar a casi 300 sacerdotes, se arrepintieron y acudieron a él”. De una entrevista con el padre Vasil Voronovski.